# Maison natale de Condorcet
La maison natale de Condorcet est une maison située à Ribemont, en France.

## Localisation
La maison est située sur la commune de Ribemont, dans le département de l'Aisne.

## Historique
Le monument est inscrit au titre des monuments historiques en 1990.